# Yamazaki Yuka
Yamazaki Yuka (山崎 由加, sinh ngày 29 tháng 6 năm 1980) là một cựu cầu thủ bóng đá nữ người Nhật Bản.

## Đội tuyển bóng đá nữ quốc gia Nhật Bản
Yamazaki Yuka thi đấu cho đội tuyển bóng đá nữ quốc gia Nhật Bản từ năm 2000 đến 2001.

## Thống kê sự nghiệp
| Nhật Bản  | Nhật Bản | Nhật Bản |
| Năm       | Trận     | Bàn      |
| --------- | -------- | -------- |
| 2000      | 6        | 0        |
| 2001      | 1        | 0        |
| Tổng cộng | 7        | 0        |